# Trofeo Franco Balestra
El Trofeo Franco Balestra es una carrera ciclista por etapas amateur italiana que se disputa a mediados del mes de marzo.
Se creó en 1977, con el nombre de Trofeo Franco Balestra-Memorial Sabbadini, como carrera amateur por ello la mayoría de ganadores han sido italianos. En 2004 fue de categoría 1.6 (máxima categoría para carreras amateur). Entre 2005 y 2012 formó parte del UCI Europe Tour, dentro de la categoría 1.2 (última categoría del profesionalismo). En 2006 cambió de nombre por el del Trofeo Franco Balestra-Memorial Metelli. Desde 2013 volvió a ser amateur.

## Palmarés
En amarillo: edición amateur.
| Año                                                            | Ganador                | Segundo           | Tercero            |
| Trofeo Franco Balestra-Memorial Sabbadini                      |                        |                   |                    |
| -------------------------------------------------------------- | ---------------------- | ----------------- | ------------------ |
| 1977                                                           | Vinicio Coppi          |                   |                    |
| 1978                                                           | Davide Meggiolaro      |                   |                    |
| 1979                                                           | Enrico Pezzetti        |                   |                    |
| 1980                                                           | Davide Giovanardi      |                   |                    |
| 1981                                                           | Sergio Dottesio        |                   |                    |
| 1982                                                           | Mauro Andreoli         |                   |                    |
| 1983                                                           | Enrico Zaina           |                   |                    |
| 1984                                                           | Giuseppe Danieli       |                   |                    |
| 1985                                                           | Giuseppe Gamba         |                   |                    |
| 1986                                                           | Elio Gusmini           |                   |                    |
| 1987                                                           | Stefano Cecini         |                   |                    |
| 1988                                                           | Orlando Pasinelli      |                   |                    |
| 1989                                                           | Mauro Valotti          |                   |                    |
| 1990                                                           | Marco Botta            |                   |                    |
| 1991                                                           | Diego Ferrari          |                   |                    |
| 1992                                                           | Lorenzo Di Silvestro   |                   |                    |
| 1993                                                           | Maurizio Tomi          |                   |                    |
| 1994                                                           | Aleksandr Ivankin      |                   |                    |
| 1995                                                           | Federico Profeti       |                   |                    |
| 1996                                                           | Elio Aggiano           |                   |                    |
| 1997                                                           | Moreno Di Biase        |                   |                    |
| 1998                                                           | Miguel Ángel Meza      |                   |                    |
| 1999                                                           | Marco Zanotti          |                   |                    |
| 2000                                                           | Matteo Tinelli         |                   |                    |
| 2001                                                           | Alberto Loddo          |                   |                    |
| 2002                                                           | Antonio Bucciero       |                   |                    |
| 2003                                                           | Alex Gualandi          | Marco Bertoletti  | Alessandro Vanotti |
| 2004                                                           | Paride Grillo          | Gianluca Geremia  | Giacomo Vinoni     |
| Trofeo Franco Balestra-Trofeo Franco Balestra-Memorial Metelli |                        |                   |                    |
| 2005                                                           | Branislau Samoilau     | Jamie Burrow      | Domenico Passuello |
| 2006                                                           | Aurélien Passeron      | Antonio Bucciero  | Alessandro Proni   |
| 2007                                                           | Simone Ponzi           | Francesco Ginanni | Cristopher Bosio   |
| 2008                                                           | Wojciech Dybel         | Emanuele Vona     | Alessandro Raisoni |
| 2009                                                           | Davide Cimolai         | Enrico Peruffo    | Sacha Modolo       |
| 2010                                                           | Aleksandr Mironov      | Matteo Collodel   | Nicola Boem        |
| 2011                                                           | Alessandro Mazzi       | Nicola Boem       | Sonny Colbrelli    |
| 2012                                                           | Patrick Facchini       | Mattia Cattaneo   | Diego Rosa         |
| 2013                                                           | Andrea Zordan          | Michele Simoni    | Alberto Bettiol    |
| 2014                                                           | Christian Delle Stelle | Matteo Collodel   | Marco Chianese     |
| 2015                                                           | Alfio Locatelli        | Gianni Moscon     | Giulio Ciccone     |

## Palmarés por países
| País        | Victorias |
| ----------- | --------- |
| Italia      | 34        |
| Rusia       | 2         |
| México      | 1         |
| Bielorrusia | 1         |
| Francia     | 1         |
| Polonia     | 1         |